# Районг
Райо́нг (тайск. ระยอง) — город в Таиланде, столица одноимённой провинции.

## География
Город расположен на восточном побережье Сиамского залива.

## Климат
Климат в городе субэкваториальный. Среднегодовой минимум 25,0 °C (с вариациями от 21,2 °С в декабре до 27 °C в апреле-мае). Среднегодовой максимум составляет 32,6 °С (с вариациями от 32 °C в январе-декабре до 34,3 °C в апреле).
В городе чётко выражен влажный сезон, который длится с мая по октябрь включительно. Наибольшее количество осадков выпадает в мае (первый максимум), и в сентябре-октябре (второй, главный максимум). В июне-августе число осадков снижается, так как солнце отступает дальше в Северное полушарие.
Сухой сезон длится с декабря по февраль. Во время него осадки бывают очень редко, что делает это время оптимальным для отдыха.
| Показатель                                                            | Янв. | Фев. | Март | Апр. | Май   | Июнь  | Июль  | Авг.  | Сен.  | Окт.  | Нояб. | Дек. | Год    |
| --------------------------------------------------------------------- | ---- | ---- | ---- | ---- | ----- | ----- | ----- | ----- | ----- | ----- | ----- | ---- | ------ |
| Средний суточный максимум, °C                                         | 31,9 | 32,5 | 33,2 | 34,3 | 33,6  | 32,7  | 32,3  | 32,0  | 31,9  | 32,3  | 32,6  | 32,0 | 32,6   |
| Средний суточный минимум, °C                                          | 21,5 | 24,5 | 26,2 | 27,1 | 26,9  | 26,8  | 26,5  | 26,4  | 25,4  | 24,5  | 23,3  | 21,3 | 25,0   |
| Норма осадков, мм                                                     | 20,7 | 36,5 | 70,3 | 81,6 | 198,6 | 165,1 | 171,8 | 132,3 | 255,2 | 194,4 | 50,8  | 5,9  | 1383,2 |
| Источник: กรมอุตนิยมวิทยา - รายงานอากาศ ข้อมูลย้อนหลัง สถิติอากาศระยอง - ระยอง |      |      |      |      |       |       |       |       |       |       |       |      |        |

## Население
По состоянию на 2015 год население города составляет 63 655 человек. Плотность населения — 3755 чел/км². Численность женского населения (52,7 %) превышает численность мужского (47,3 %).